# Manasterzec
Manasterzec est une localité polonaise de la gmina et du powiat de Lesko en voïvodie des Basses-Carpates.